# Споменик „Менора у пламену”
Споменик „Менора у пламену” дело је вајара Нандора Глида. Постављен је 21. октобра 1990. године на дорћолској обали Дунава у знак сећања на јеврејске жртве нацистичког геноцида у Београду и Србији од 1941. до 1944. године.
Споменик представља један од главних симбола јудаизма и јеврејског народа – менору, захваћену пламеном, заједно са људским фигурама. Упечатљивим сценама ужаса и снажном симболиком, она недвосмислено подсећа на све страхоте Холокауста. Споменик је постављен на Дорћолу, пошто су Јевреји пре Другог светског рата у великом броју живели у том делу града. Нандор Глид, и сам Јеврејин, који је изгубио породицу у Холокаусту, истакао се својим уметничким представљањем страдања Јевреја током Другог светског рата још пре подизања овог споменика. Његови споменици се налазе и на просторима некадашњих логора Маутхаузен и Дахау.